# A Flower given to my daughter
A Flower given to my daughter est une mélodie pour voix et piano d'Albert Roussel composée en 1931 sur un poème de James Joyce.

## Présentation

### Texte
A Flower given to my daughter est un poème de James Joyce écrit vers 1915. L’œuvre fait partie de Pomes Penyeach, qui comprend cinq poèmes publiés par Harriet Monroe à Chicago en 1917 dans Poetry.

### Mélodie
Albert Roussel compose la mélodie A Flower given to my daughter à Varengeville en 1931,. La partition est destinée à une voix moyenne accompagnée du piano. 
La mélodie est publiée dans The Joyce Book, un recueil édité par Herbert Hughes qui paraît à Londres en 1933 chez Sylvan Press, Oxford University Press. Séparément, l’œuvre est aussi éditée par Durand en 1948, avec une traduction en français de Rollo H. Myers sous le titre « Une fleur donnée à ma fille ».

## Création
L’œuvre est créée à Londres le 16 mars 1932 par la soprano Dorothy Moulton, avec Hughes au piano.
En France, la première audition est donnée à Paris le 30 novembre 1937 par Madame Blanc-Audra et Madeleine d'Aleman, piano, lors des « Auditions du Mardi de La Revue musicale » au 70 avenue Kléber.

## Analyse
A Flower given to my daughter est qualifié par Gilles Cantagrel de « bref poème aux rythmes changeants, aux impressionnantes images », qui présente une « vision immobile d'une femme âgée offrant une rose à sa fille, dont le regard luit d'un étonnement sauvage ».
Pendant que le piano répète en variant un motif chromatique évoluant dans un climat atonal, la ligne de chant « avance chaque syllabe avec la précaution que réclame tant de fragilité — de la rose frêle, de l'enfant aux veines bleues, de la mère à l'âme blême ».
La mélodie porte, dans le catalogue des œuvres du compositeur établi par la musicologue Nicole Labelle, le numéro L 55, et affiche quelquefois le numéro d'opus 44 (également dévolu aux Deux idylles).
La durée moyenne d'exécution de l’œuvre est de deux minutes environ.

## Discographie
- Albert Roussel : les mélodies (intégrale) — Marie Devellereau (soprano), Yann Beuron (ténor), Laurent Naouri (baryton), Billy Eidi (piano), Timpani 2C2064 (2001).
- Albert Roussel Edition (CD 9) — Kurt Ollmann (baryton), Dalton Baldwin (piano), Erato 0190295489168 (2019)[5].

### Ouvrages généraux
- Gilles Cantagrel, « Albert Roussel », dans Brigitte François-Sappey et Gilles Cantagrel (dir.), Guide de la mélodie et du lied, Paris, Fayard, coll. « Les Indispensables de la musique », 1994, 916 p. (ISBN 2-213-59210-1), p. 571-577.

### Monographies
- Nicole Labelle, Catalogue raisonné de l'œuvre d'Albert Roussel, Louvain-la-Neuve, Département d'archéologie et d'histoire de l'art, Collège Érasme, coll. « Publications d'histoire de l'art et d'archéologie de l'Université catholique de Louvain » (no 78), 1992, 159 p.
- Raphaëlle Legrand, « Catalogue des œuvres », dans École normale de musique de Paris, Jean Austin (dir.), Albert Roussel, Paris, Actes Sud, 1987, 125 p. (ISBN 2-86943-102-3), p. 46–95.
- Damien Top, Albert Roussel : Un marin musicien, Biarritz, Séguier, coll. « Carré Musique », 2000, 170 p. (ISBN 2-84049-194-X).
- Damien Top, Albert Roussel, Paris, Bleu nuit éditeur, coll. « Horizons » (no 53), 2016, 176 p. (ISBN 978-2-35884-062-0).